# Tadeusz Kaźmierczak
Tadeusz Kaźmierczak (ur. 14 lutego 1932 w Borszczowie) – polski entomolog.

## Życiorys
Syn Michała Kaźmierczaka i Franciszki z Zielińskich, wychowywał się w Horożance, gdzie ojciec był komendantem policji. Po wkroczeniu Armii Czerwonej Michał Kaźmierczak został aresztowany przez NKWD, 13 kwietnia 1940 Tadeusz razem z matką został deportowany do północnego Kazachstanu, mieszkali w Wozdwiżence, w rejonie Bolszaja Bukoń w obwodzie semipałatyńskim. Po ogłoszeniu amnestii ogłoszonej na podstawie układu Sikorski-Majski próbował w sierpniu 1942 dostać się do punktu werbunkowego Polskich Sił Zbrojnych, ale transport został skierowany do obwodu dżambulskiego w południowym Kazachstanie. We wrześniu 1945 powrócił z matką do Borszczowa, gdzie w 1951 zdał maturę. Ze względów politycznych nie został przyjęty na Politechnikę Lwowską, w związku z tym podjął pracę w Instytucie Mikrobiologii. W 1952 został powołany do służby wojskowej, początkowo w batalionie saperów, a następnie w pułku czołgów, gdzie został mianowany podporucznikiem. W 1955 po przejściu do rezerwy został przyjęty na Wydział Biologii Uniwersytetu w Użhorodzie. W kwietniu 1959 razem z matką został repatriowany do Polski, gdzie kontynuował naukę na Wydziale Biologii i Nauk o Ziemi Uniwersytetu Jagiellońskiego. W 1962 ukończył studia i podjął pracę w Polskiej Akademii Nauk, a następnie na Wydziale Leśnym Akademii Rolniczej. W 1972 obronił doktorat, a w 1979 habilitował się. W 1995 został profesorem. Od 1990 jest członkiem Krakowskiego Oddziału Związku Sybiraków, przez jedną kadencję był członkiem Zarządu Oddziału w Krakowie. W 1994 uzyskał potwierdzoną informację, że jego ojciec został w 1940 zamordowany przez NKWD.

## Praca naukowa
Tadeusz Kaźmierczak specjalizuje się w entomologii leśnej, prowadził badania nad bioekologią gatunków z rodziny Ichneumonidae (Ephialtinae), zajmował się hymenopterologią tj. systematyką, taksonomią, morfologią i bionomią Rhyssinae, a także entomologią stosowaną i ochroną środowiska. Wykazał ponad 250 gatunków Ichneumonidae nowych dla fauny Polski i Austrii, opracował wykaz Ichneumonidae Polski tj. ponad 2500 gatunków. Dorobek naukowy obejmuje ponad 100 publikacji naukowych, w tym 2 książki.

## Życie prywatne
Dnia 15 sierpnia 1965 poślubił Różę (z d. Rajchel). Ich potomstwo: córka Marta oraz syn Jan.

## Odznaczenia
- Złoty Krzyż Zasługi (1998);
- Medal KEN (2000).